# Leisi
Koordinaten: 58° 34′ N, 22° 41′ O

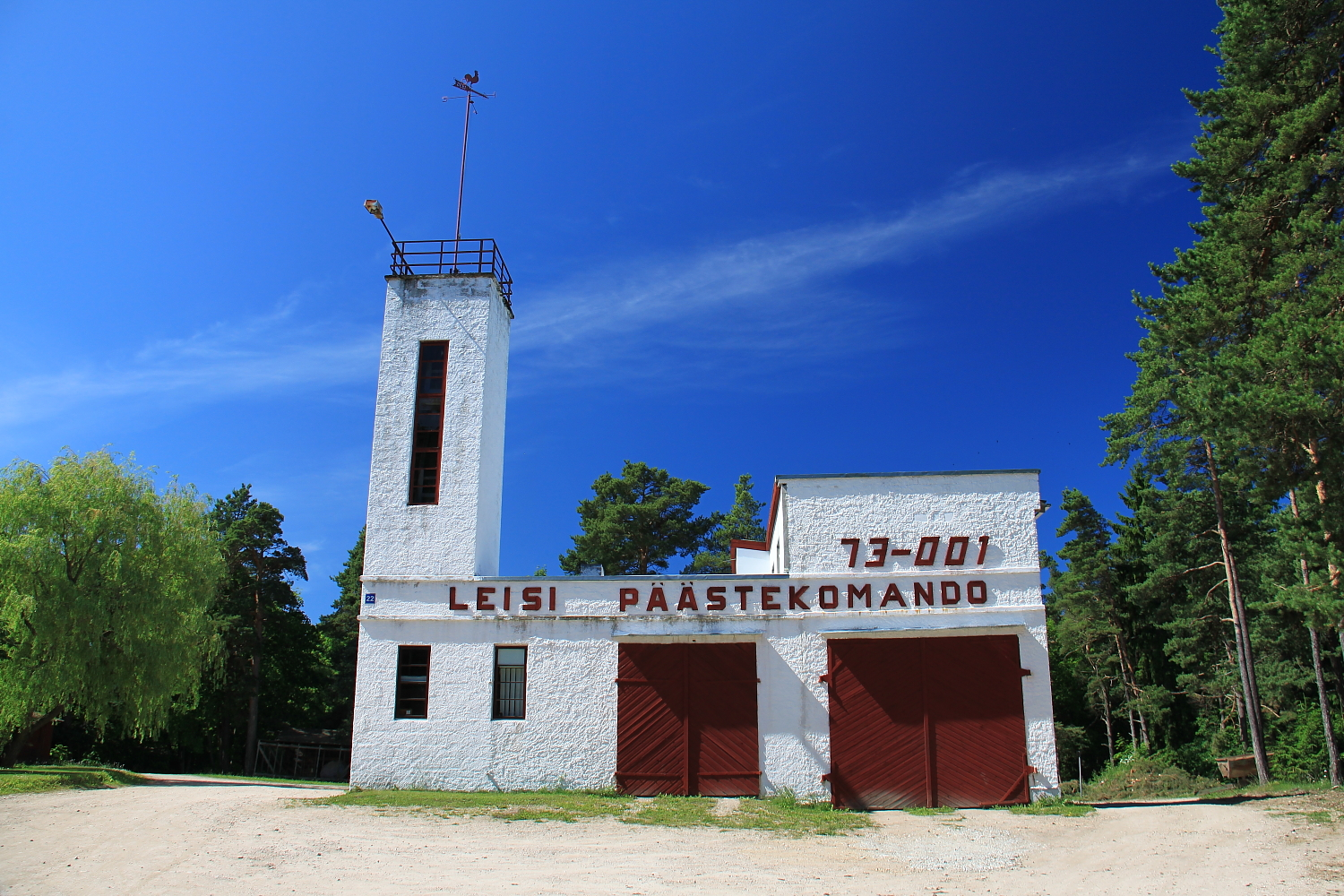
Feuerwehrhaus

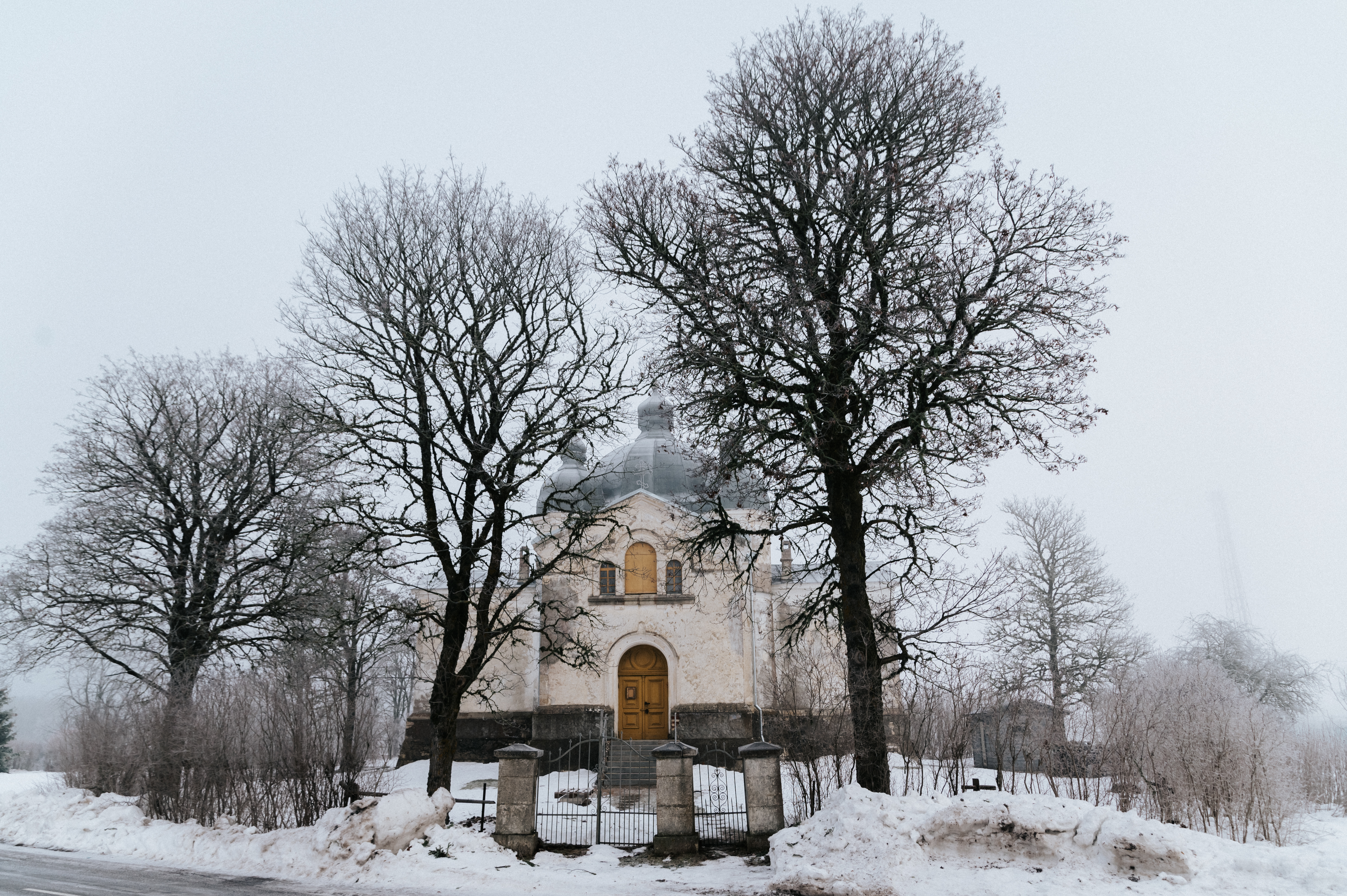
Orthodoxe Püha Olga Kirche

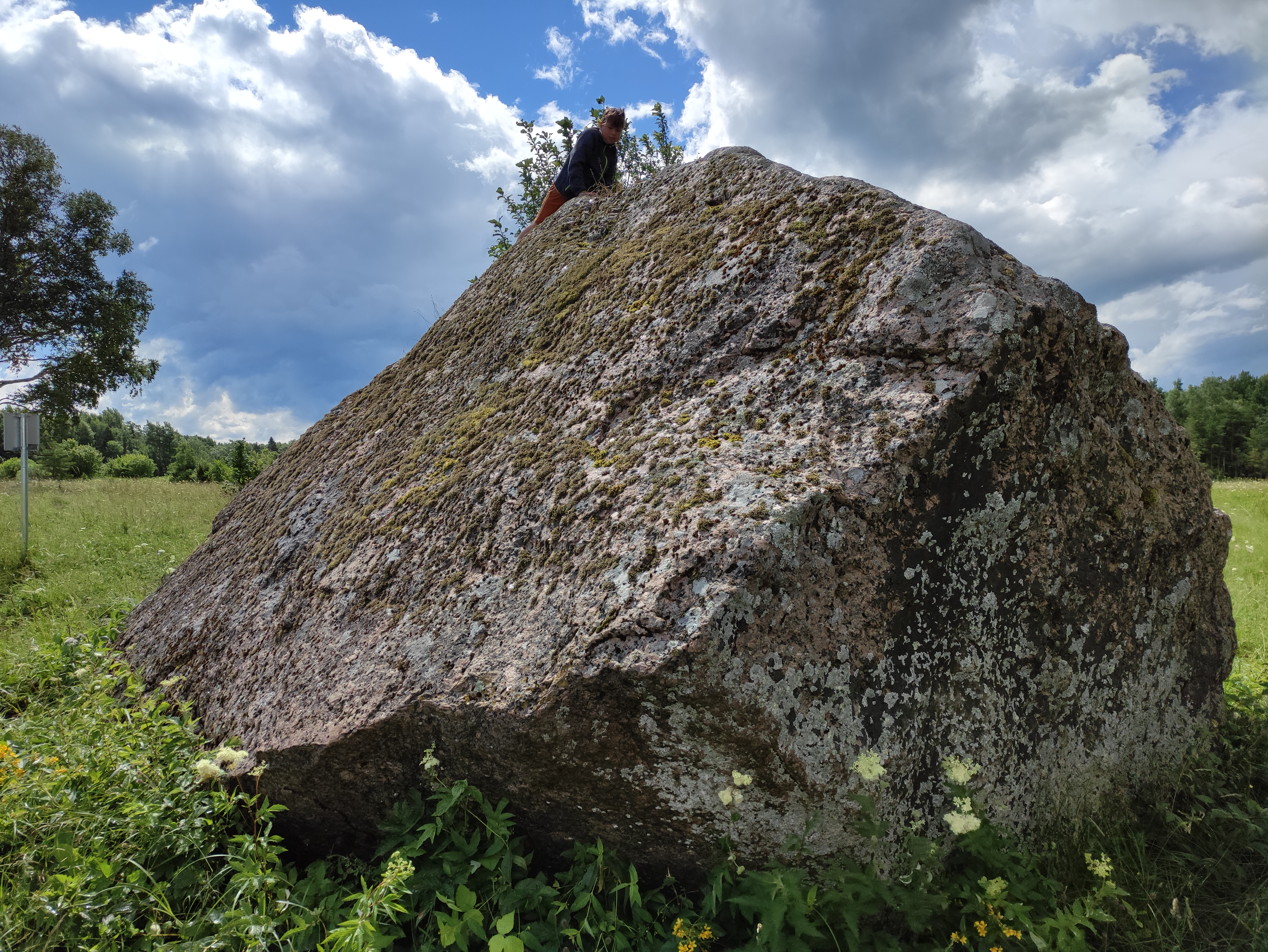
Findling Võlupe rändrahn

Leisi (estnisch Leisi alevik – dt. Laisberg) ist ein Dorf der Landgemeinde Saaremaa im Kreis Saare im Norden der größten estnischen Insel Saaremaa. Bis 2017 war es der Hauptort einer gleichnamigen Landgemeinde.

## Einwohnerschaft und Lage
Das Dorf hat 264 Einwohner (Stand 31. Dezember 2011). Die Entfernung zur Inselhauptstadt Kuressaare beträgt 39 Kilometer.
Der Ort liegt am südlichen Ende der Bucht Parasmetsa (Parasmetsa laht) mit ihren Badestränden. Nordwestlich der Dorfkerns mündet der Fluss Leisi (Leisi jõgi) in die Ostsee.

## Geschichte
Leisi wurde erstmals im Jahr 1645 unter dem Namen Löyszküll urkundlich erwähnt. Im 17. Jahrhundert entstand ein Hof als Kronsgut.
Im 19. Jahrhundert wurde das meiste Land an die Bauern verteilt und das Hofland der orthodoxen Kirche überwiesen. Im Frühjahr 1843 trat ein Drittel der Bevölkerung des örtlichen Kirchspiels von der lutherischen Kirche zur Orthodoxie über, meist in der Hoffnung auf eine Zuteilung von Ackerböden. 1850 wurde in Leisi eine orthodoxe Kirchengemeinde gegründet.

## Kirche der Heiligen Olga
Das orthodoxe Gotteshaus von Leisi wurde 1873 eingeweiht. Es trägt den Namen der heiligen Olga von Kiew. Der Grundriss des Sakralbaus folgt einem griechischen Kreuz. Darüber erheben sich fünf silberfarbene Kuppeln aus Zinkblech.
Das unter der Leitung des Rigaer Architekten Heinrich Carl Scheel geplante Gebäude ist ein Typenprojekt. Die gleichen Gotteshäuser stehen in Arussaare, Lalsi, Ööriku, Uraste und an weiteren Orten.
Die orthodoxe Gemeinde untersteht heute der an Konstantinopel ausgerichteten Estnischen Apostolisch-Orthodoxen Kirche (EAÕK).
Daneben gibt es am Ort eine kleine baptistische Kirchengemeinde.